# Michael Guttmann
Michael Guttmann (Mihály Guttmann), (geboren 6. Februar 1872 in Kiskunfélegyháza, Österreich-Ungarn; gestorben 6. August 1942 in Budapest) war ein ungarischer jüdischer Gelehrter und Rabbiner.
Guttmann forschte auf den Gebieten Halacha und talmudische Methodologie sowie, vor allem unter apologetischem Blickwinkel, über das Verhältnis des Judentums zur nichtjüdischen Umgebung; auch historisch-mathematische Forschungen gehörten zu seinem weit gespannten Tätigkeitsfeld.

## Leben
Michael Guttmann erhielt den ersten Unterricht in Bibel und Talmud bei seinem Vater Alexander († 1899), nahm Unterricht bei Rabbiner Moses Pollak († 1888) in Bonyhad, besuchte mehrere Jeschiwot (zuletzt die in Pressburg), die Universität Budapest und das Budapester Landesrabbinerseminar seit 1895 (1903 Abschluss des Seminars sowie Promotion an der Universität). 

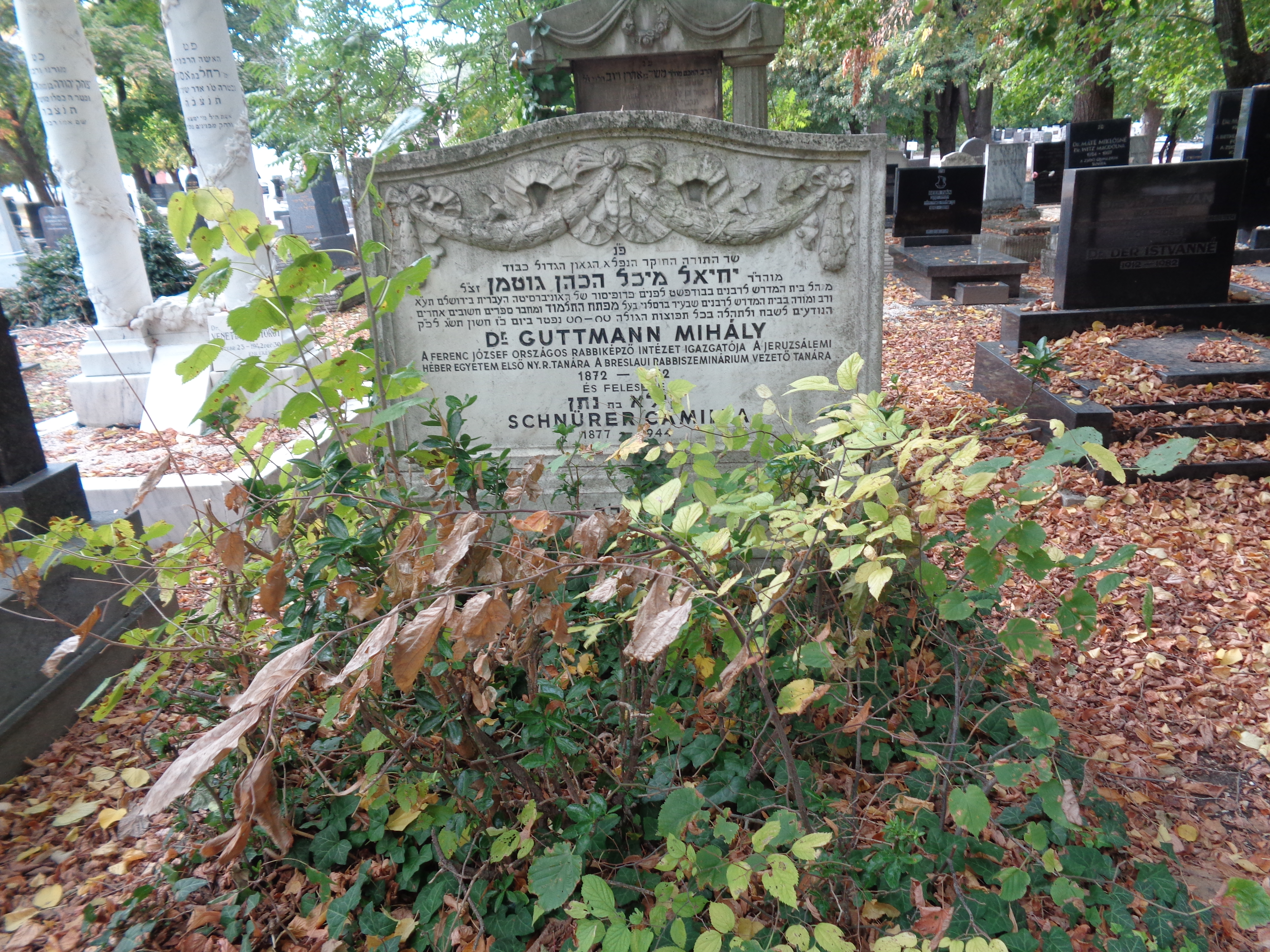
Grabstätte von Michael Guttmann (Jüdischer Friedhof an der Kozma-Straße)

Von 1903 bis 1907 war er Rabbiner in Csongrád (Südungarn), 1907–1921 Professor an der Landesrabbinerschule in Budapest, 1921–1925 Mitherausgeber der Zeitschrift „HaZofeh“, 1924–1925 hielt er Gastvorlesungen an der Hebräischen Universität in Jerusalem, 1921–1938 war er  Rabbiner und Professor am Jüdisch-Theologischen Seminar in Breslau. Als Jude wurde er in der Zeit des Nationalsozialismus des Landes verwiesen.
Von 1938 bis 1942 war er Direktor des Rabbinerseminars in Budapest.

## Schriften (Auswahl)
- Maphteach hatalmud / Clavis Talmudis („Schlüssel zum Talmud“, auf 12 Bände angelegt, 1906 ff., unvollendet)
- Einleitung in die Halacha (I. 1909, II. 1915)
- Abraham ben Chija, „Chibbur hamschichah wehatischboreth“, Berlin 1913/1914 (ins Katalanische übersetzt durch I. Millas, Barcelona 1931)
- Das Judentum und seine Umwelt, Berlin 1927 (umfassendes apologetisches Werk, auch unvollendet)
- Untersuchungen über die Zählung und den Geltungsumfang der mosaischen Gebote, Breslau 1928
- Enthüllte Talmudzitate, Berlin 1930